# Colțu de Jos, Prahova
Colțu de Josmai vechi, Colțu, Golășei) este un sat în comuna Cocorăștii Colț din județul Prahova, Muntenia, România.
În 1831, așezarea era un cătun în plasa Târgșor, ce avea 33 de gospodării.